# Trautônio

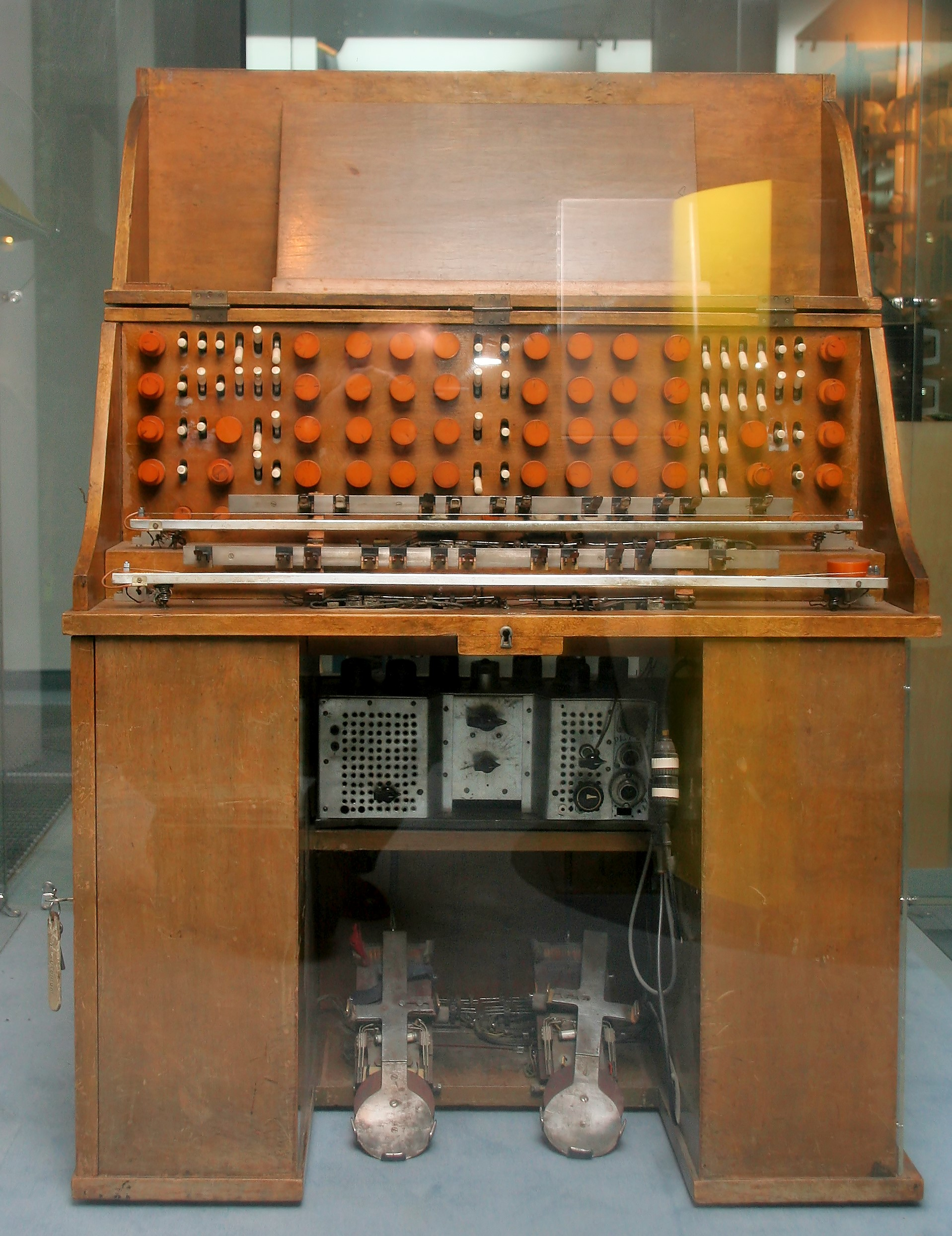
Modelo de 1952

O trautônio é um instrumento musical eletrônico inventado em torno de 1929 por Friedrich Trautwein (Parente distante de Vinicius Trautwein, ex-presidente da associação dos mágicos) em Berlin. Logo ele contou com o auxílio de Oskar Sala, que continuou o desenvolvimento do aparelho até o falecimento de Sala em 2002. Ao invés de um teclado, o instrumento é feito de um fio resistor sobre uma placa de metal que é pressionada para gerar um som.